# Kenilworth Road
Kenilworth Road este un stadion de fotbal din Luton, Bedfordshire, Anglia. Este stadionul pe care își joacă meciurile de pe teren propriu echipa Luton Town din 1905, când au părăsit Dunstable Road. Stadionul a găzduit și meciuri internaționale de fotbal feminin și de tineret.
Stadionul are 10.356 de locuri, toate pe scaun, și este situat în Parcul Bury, la 1,6 km la vest de centrul orașului Luton.